# 三森秀夫
三森 秀夫（さんもり ひでお、1914年 - 没年不明）は、愛媛県出身の社会人野球の選手（投手、内野手）。 

## 経歴
松山商業学校で1930年から3年連続で甲子園出場。エース投手兼三塁手として活躍し、1930年春は準優勝、夏はベスト8。1931年春はベスト8、夏はベスト4。1932年春は優勝、夏は準優勝。同期には景浦將や尾茂田叶がいた。 
高校卒業後、法政大に進学。1936年法大在学中に東京巨人軍と契約を交わし問題となったが、結局選手登録はしたものの、巨人軍で一軍出場するには至らず、そのまま法大に在籍していた。戦後は八幡製鐵所硬式野球部で助監督兼選手として活躍。

## 詳細情報
- 公式戦出場なし